# Physikalisch-Technische Bundesanstalt

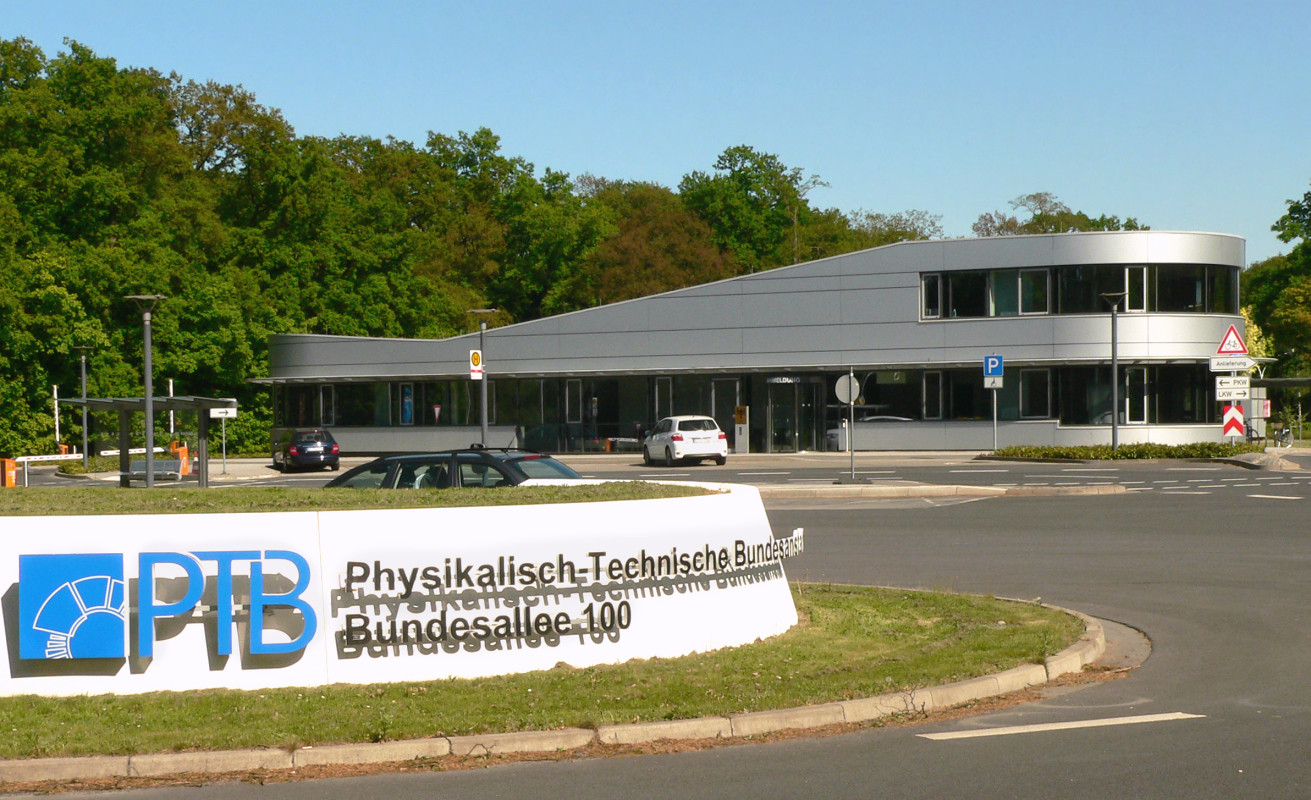
Hauptsitz in Braunschweig

Die Physikalisch-Technische Bundesanstalt (PTB) ist das nationale Metrologieinstitut der Bundesrepublik Deutschland und das zweitgrößte Metrologieinstitut der Welt. Die PTB ist eine Ressortforschungseinrichtung und Bundesoberbehörde im Geschäftsbereich des Bundesministeriums für Wirtschaft und Klimaschutz. Sie ist eine wichtige Dienstleisterin für Wissenschaft, Wirtschaft und Gesellschaft in Fragen des Messwesens. Von den insgesamt etwas mehr als 2100 Bediensteten arbeiten an ihrem Hauptsitz in Braunschweig rund 1700 Beschäftigte, an ihrem Sitz in Berlin rund 400.

## Aufgaben
Als ein Bundesinstitut im Geschäftsbereich des Bundesministeriums für Wirtschaft und Klimaschutz hat die PTB teils hoheitliche Aufgaben, die in rund 20 Gesetzen beschrieben sind. Einige davon gelten nur für sie: etwa das Einheiten- und Zeitgesetz, in dem festgelegt ist, dass in Deutschland ausschließlich die PTB für die Darstellung, und Weitergabe der gesetzlichen Einheiten zuständig ist. Das heißt, in der PTB befinden sich die in der Bundesrepublik rechtlich verbindlichen Normale für die Maßeinheiten. Diese Normale (engl.: Standards) dienen als Referenz für in Technik und Wissenschaft notwendige Kalibrierungen sowie Zulassungen, Konformitätsbewertungen und andere laut Mess- und Eichgesetz vorgeschriebene Tätigkeiten. Damit spielt die PTB eine zentrale Rolle in der nationalen Qualitätsinfrastruktur zur Sicherstellung von Verbraucherschutz und Qualitätssicherung.
Zu den im Einheiten- und Zeitgesetz übertragenen Aufgaben gehört auch die Weitergabe von Wissen, etwa über Technologietransfer und wissenschaftliche Kooperationen.
Für die metrologische Grundlagenforschung werden rund 70 Prozent der jährlich verfügbaren PTB-Ressourcen aufgewendet. Die Forschung der PTB deckt ein breites Spektrum von Themen aus Fachbereichen der Physik, Ingenieurwissenschaft, Chemie und Medizin ab, was sich in der Abteilungsstruktur der PTB widerspiegelt (siehe „Struktur“).
Darüber hinaus gibt es gesellschaftliche Herausforderungen, die auch die Metrologie betreffen und interdisziplinären Charakter haben. Dem tragen die sechs Innovationscluster Rechnung, die quer zur Abteilungsstruktur der PTB verlaufen:
- Innovationscluster Digitalisierung: Die Transformation in die digitale Zukunft betrifft etwa die kontinuierliche Überwachung von Messgeräten während ihres gesamten Lebenszyklus. Dies ist ein wichtiges Thema im Innovationscluster Digitalisierung der PTB. Das Kompetenzzentrum „Metrologie für virtuelle Messgeräte“[4] dient u. a. dem Austausch mit externen Partnern auf diesem Gebiet.

- Innovationscluster Energie: Mit dem Ausstieg aus Kohle und Gas, hin zu Wind und Sonne, soll Klimaschutz gelingen. Qualität und Effizienz neuer Technologien wird in der PTB beispielsweise in ihrem Kompetenzzentrum für Windenergie[5] und im Kompetenzzentrum Photovoltaik-Metrologie[6] erforscht. Dort werden auch Messgeräte der Industrie kalibriert.

- Innovationscluster Gesundheit: Eine quantitative und individualisierte Medizin erfordert, dass Messungen genau und verlässlich sind. Die PTB sichert die Rückführbarkeit bei vielen wichtigen Messverfahren, die etwa von der Verordnung (EU) 2017/746 über In-vitro-Diagnostika, aber auch vom deutschen Medizinproduktegesetz verlangt werden.

- Innovationscluster Quantentechnologie: Die PTB betreibt Forschung zur Quantentechnologie und teilt ihre experimentelle Ausstattung mit Forschungspartnern und der deutschen Wirtschaft – etwa über ihr Quantentechnologie-Kompetenzzentrum (QTZ).[7]

- Innovationscluster Systemische Metrologie: Im Rahmen der Digitalisierung entstehen große Mengen von komplex miteinander vernetzten (Mess-)Daten. Ob smarte Energienetze, autonomes Fahren oder künstliche Intelligenz in der Medizin – es sind Werte zu messen und zu bewerten und komplexe Systeme von Messverfahren und Sensoren zu verstehen und zu charakterisieren. Daher muss auch das Mess- und Prüfwesen systemisch und in Zusammenhängen denken.

- Umwelt und Klima: Für belastbare Aussagen über den Zustand der Umwelt und des Klimas braucht man quantitative, genaue und verlässliche Messungen – und dies in einem hochkomplexen System mit einer sehr hohen Zahl an relevanten Messparametern und Stoffgruppen. Die PTB stellt dafür nötige Referenzverfahren und -standards bereit.

Die enge Verzahnung von Forschung und Dienstleistung in der PTB-Arbeit bestand schon in der Vorgängerinstitution Physikalisch-Technische Reichsanstalt (siehe „Geschichte“).

## Einige spezifische Aufgaben

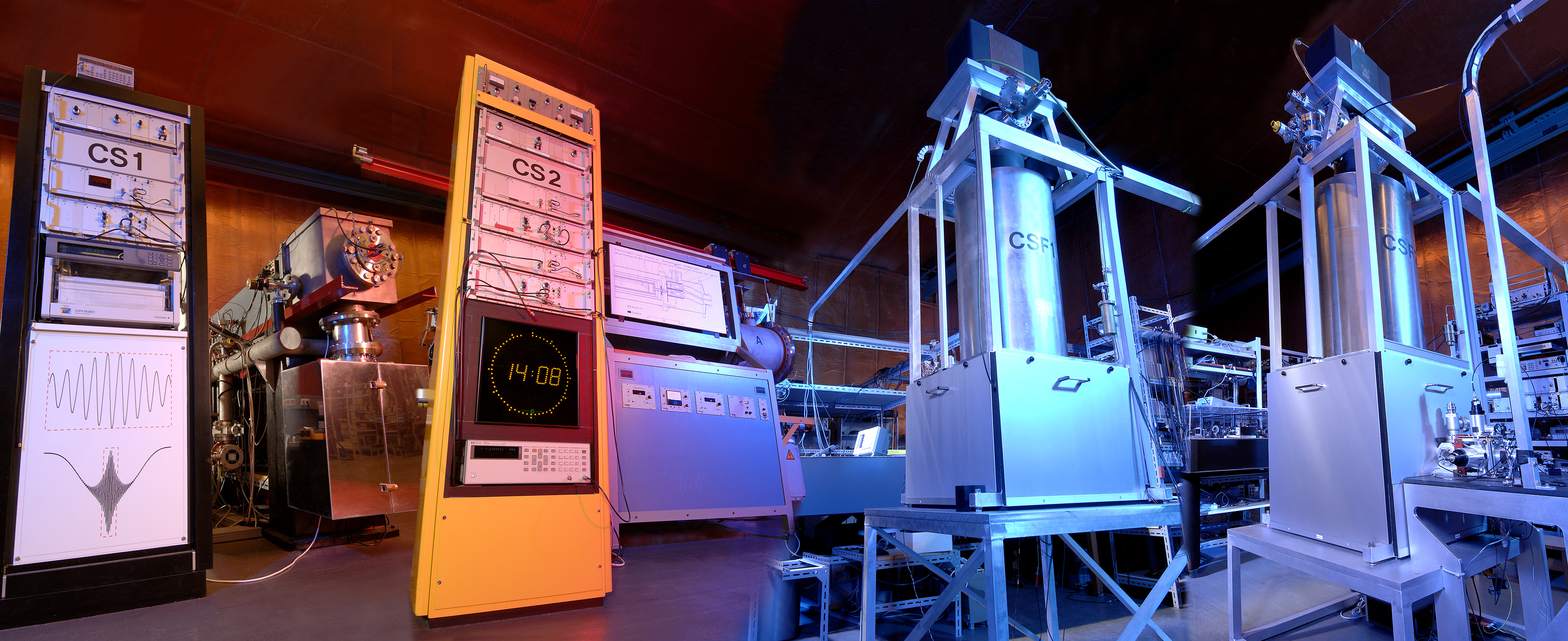
Die vier primären Atomuhren der PTB

Im Einheiten- und Zeitgesetz wird die Physikalisch-Technische Bundesanstalt auch speziell mit der Verbreitung der gesetzlichen Zeit in Deutschland beauftragt. Um hierfür eine Zeitbasis zu haben, betreibt sie vier primäre Caesium-Atomuhren (zwei davon Caesium-Fontänen).
Die PTB verbreitet die gesetzliche Zeit für Deutschland über drei verschiedene Dienste:
Sie sendet die Normalfrequenz und die gesetzliche Zeit über den Langwellensender DCF77 aus.
Sie überträgt die Zeit über das öffentliche Telefonnetz.
Und sie bietet eine Zeitübertragung über das Internet an.
Dazu betreibt die PTB vier öffentliche NTP-Zeitserver.
Die PTB ist in Deutschland verantwortlich für die Uhren-Umstellung auf Sommerzeit am letzten Sonntag im März und zurück auf die Normalzeit am letzten Sonntag im Oktober. Dies geschieht automatisiert über den Zeitzeichensender DCF77.
In Berlin-Adlershof betreibt die PTB einen eigenen Elektronenspeicherring, die MLS, für Kalibrierungen im Bereich von Infrarot (THz) bis ins extreme Ultraviolett (EUV).
Die Gruppe Q.3 Internationale Zusammenarbeit führt Vorhaben der deutschen und internationalen Entwicklungszusammenarbeit im Bereich der Qualitätsinfrastruktur durch. Diese Maßnahmen fördern Wettbewerbsfähigkeit, Umwelt- und Verbraucherschutz in Entwicklungs- und Schwellenländern.
Der Fachbereich 8.5 „Metrologische Informationstechnik“ der PTB ist für die Bauartzulassung von Spielgeräten mit Gewinnmöglichkeit nach der Spielverordnung zuständig (§ 11ff. SpielV). Nach der Bundeswahlgeräteverordnung liegt auch die Zuständigkeit für die Bauartzulassung von Wahlcomputern bei der PTB; nachdem das Bundesverfassungsgericht die Verwendung solcher Wahlautomaten in einem Urteil vom 3. März 2009 für unzulässig erklärt hat, ist dies allerdings gegenstandslos.

PTB-Prüfsiegel

Waffen, die mit dem kleinen Waffenschein geführt werden dürfen, also Signal-, Reizstoff- und Schreckschusswaffen, bedürfen zu ihrer Zulassung eines PTB-Prüfsiegels. Diese Waffen werden gelegentlich als PTB-Waffen bezeichnet und tragen das PTA- oder PTB-Beschusszeichen F (siehe Beschussgesetz).

## Zahl der Bediensteten, Haushalt
Die PTB beschäftigt rund 2100 Personen, davon rund 1700 an ihrem Hauptsitz in Braunschweig. Ihr steht ein Gesamtbudget von rund 300 Mio. Euro zur Verfügung; zusätzlich wurden im Jahr 2023 rund 300 Mio. Euro als Drittmittel für Forschungsvorhaben eingeworben.

## Standorte
Hauptsitz der PTB ist Braunschweig (Lehndorf-Watenbüttel), weitere Standorte sind Berlin-Charlottenburg und Berlin-Adlershof. In Braunschweig sind die Fachabteilungen 1–6 sowie 9 und Q untergebracht. In Berlin-Charlottenburg befinden sich die Fachabteilungen 7 und 8. Berlin-Adlershof beherbergt das PTB-Laboratorium im Elektronenspeicherring BESSY II sowie den PTB-eigenen Elektronenspeicherring Metrology Light Source (MLS) im Willy-Wien-Laboratorium.

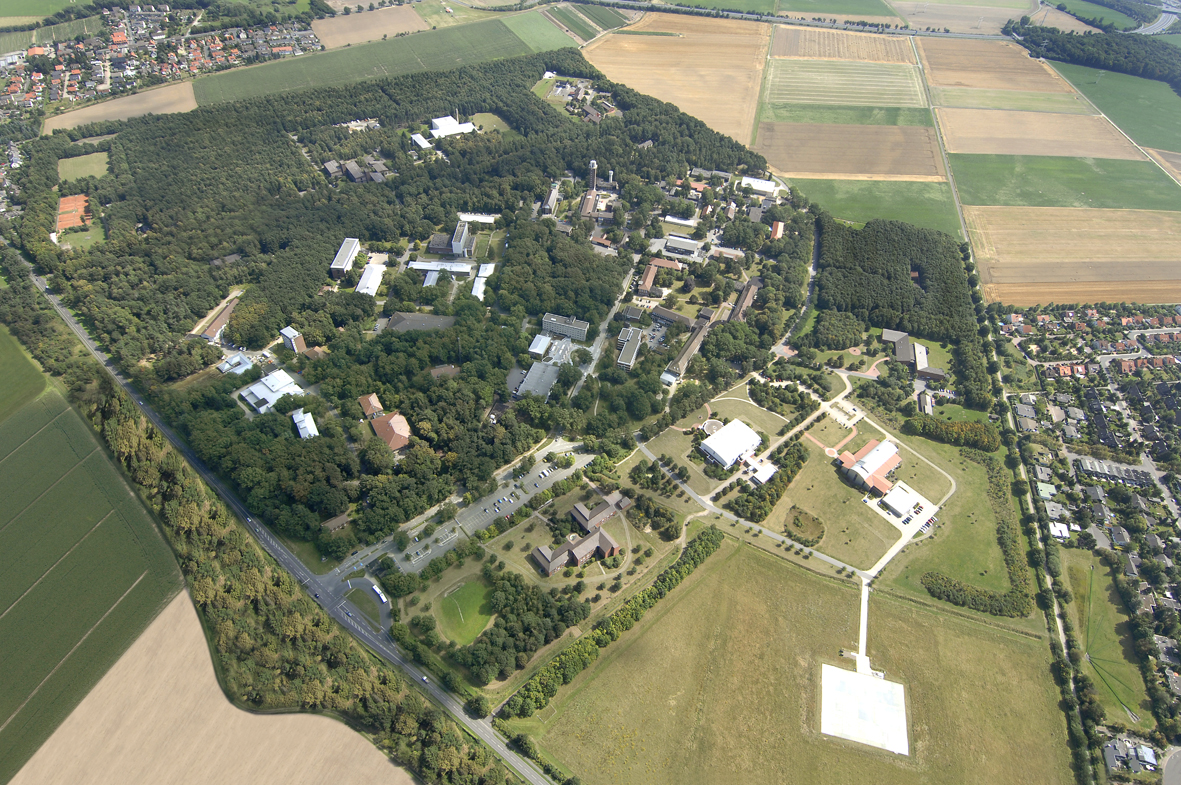
Luftbild des Standortes Braunschweig
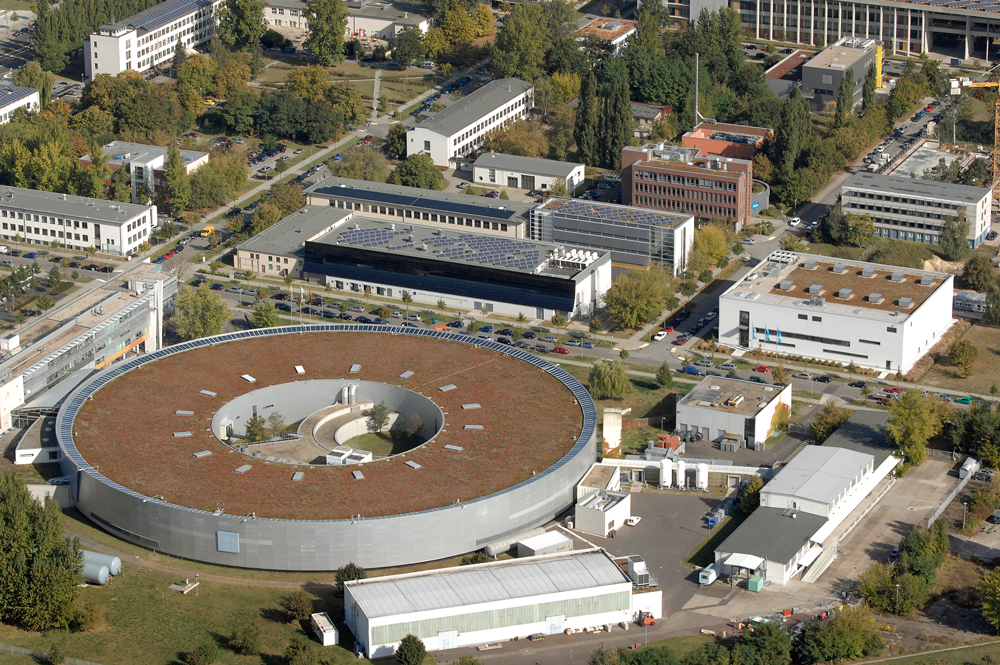
Luftbild des Standortes Berlin-Adlershof
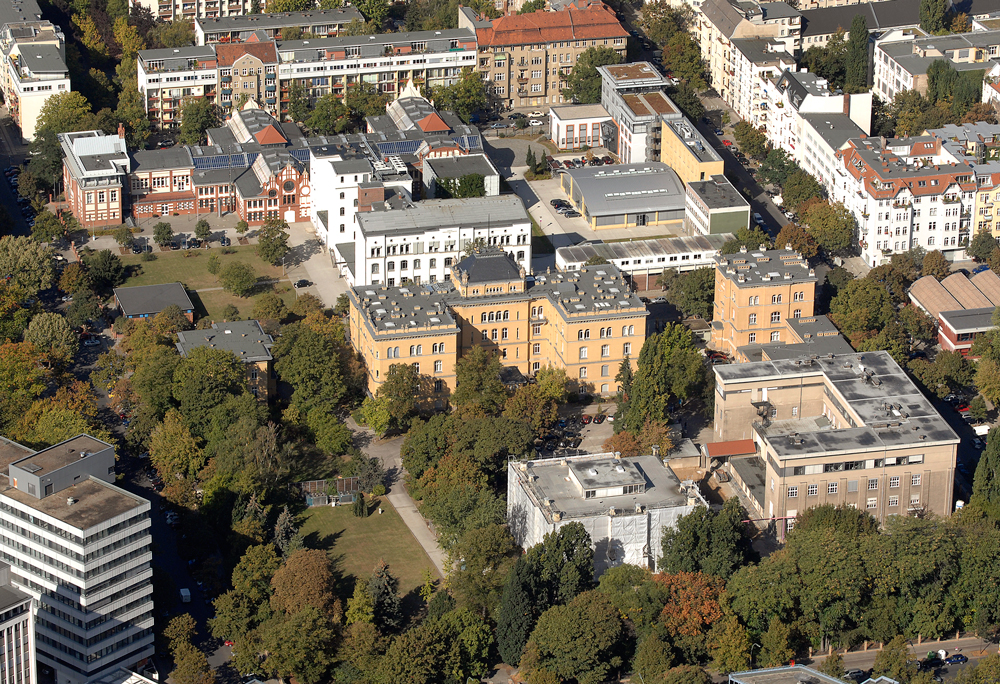
Luftbild des Standortes Berlin-Charlottenburg
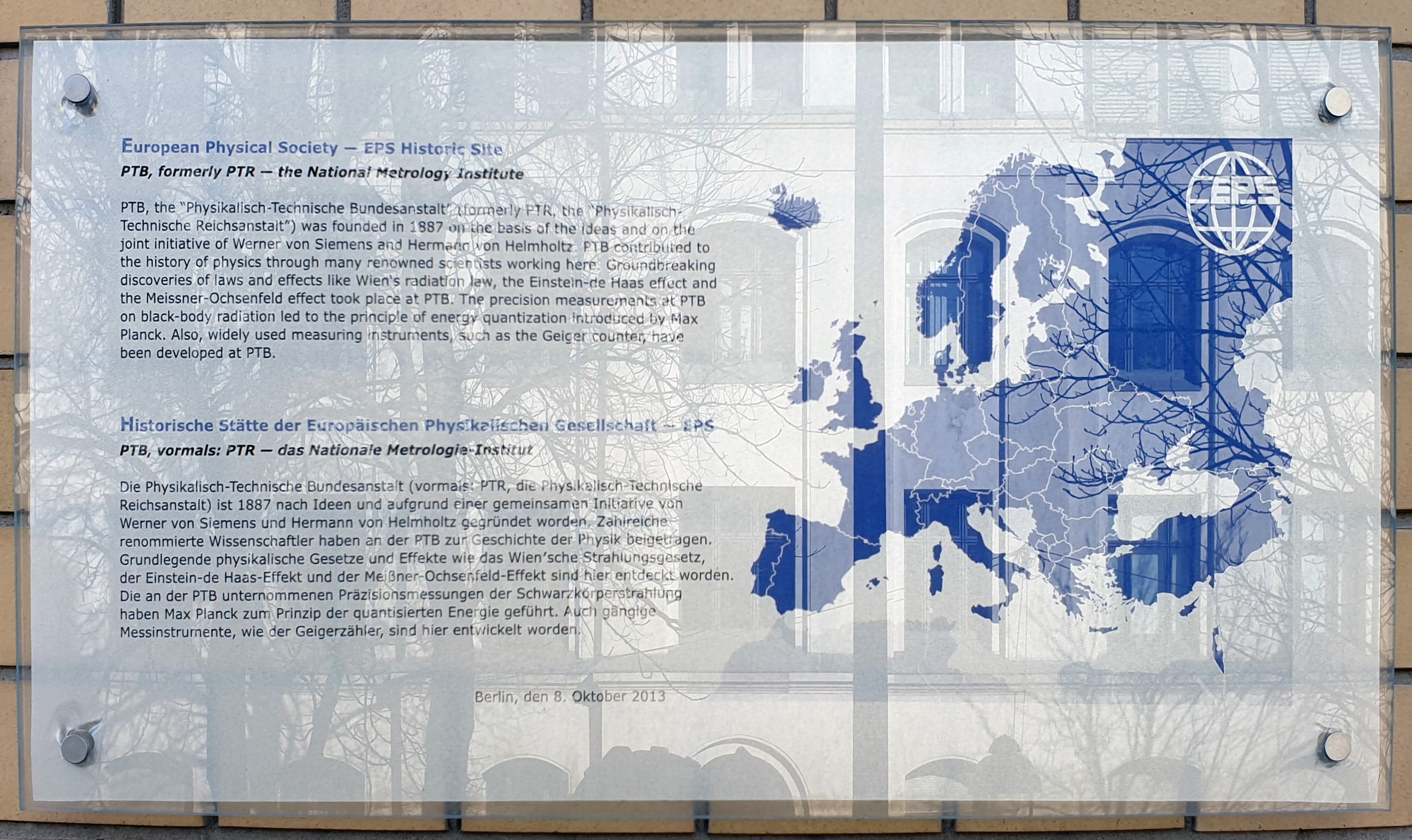
Gedenktafel am Standort Berlin-Charlottenburg

## Struktur
Auf den Webseiten der PTB findet sich unter Struktur & Abteilungen ein regelmäßig aktualisiertes Organigramm.
Die PTB wird geleitet vom Präsidium in Braunschweig, das sich aus Präsidentin, Vizepräsident und einem weiteren Mitglied zusammensetzt. Ein weiteres Führungsgremium ist die Direktorenkonferenz, der neben dem Präsidium die Leiter der Abteilungen angehören. Beraten wird die PTB durch ein Kuratorium mit Vertretern aus Wissenschaft, Wirtschaft und Politik.
Die Bundesanstalt ist gegliedert in 11 Abteilungen (10 Fachabteilungen und eine Verwaltung)
1. Abteilung 1 Mechanik und Akustik (Standort: Braunschweig)
2. Abteilung 2 Elektrizität (Standort: Braunschweig);
3. Abteilung 3 Chemische Physik und Explosionsschutz (Standort: Braunschweig);
4. Abteilung 4 Optik (Standort: Braunschweig);
5. Abteilung 5 Fertigungsmesstechnik (Standort: Braunschweig);
6. Abteilung 6 Ionisierende Strahlung (Standort: Braunschweig);
7. Abteilung 7 Temperatur und Synchrotronstrahlung (Standorte: Berlin-Charlottenburg und Berlin-Adlershof);
8. Abteilung 8 Medizinphysik und metrologische Informationstechnik (Standort: Berlin-Charlottenburg);
9. Abteilung 9 Qualitätsinfrastruktur: Messwesen und Digitalisierung (Standorte: Braunschweig und Berlin-Charlottenburg);
10. Abteilung Q Querschnittsdienste (Standort: Braunschweig)
11. Abteilung Z Verwaltungsdienste (Standorte: Braunschweig und Berlin-Charlottenburg)

Die Abteilungen Q und Z sowie der Präsidiale Stab und die Presse- und Öffentlichkeitsarbeit sind dem Präsidium direkt unterstellt.

## Geschichte

### Gründung
Die Physikalisch-Technische Bundesanstalt ging aus der 1887 in Berlin gegründeten Physikalisch-Technischen Reichsanstalt (PTR) hervor. Zwei wesentliche Faktoren, die zur Gründung der PTR führten, waren die Festlegung international gültiger, einheitlicher Maße in der Meterkonvention von 1875 und die dynamische industrielle Entwicklung in Deutschland im 19. Jahrhundert. Schon im Deutsch-Französischen Krieg war die Stagnation von wissenschaftlicher Mechanik und Instrumentenkunde in Deutschland offenbar geworden. Für die industrielle Fertigung wurde immer präzisere Messtechnik benötigt. Maßgeblichen Einfluss auf die Initiative zur Gründung eines Staatsinstituts für Messtechnik zur Förderung der nationalen Interessen von Wissenschaft, Handel und Militär nahm vor allem die aufstrebende Elektroindustrie unter Führung des Erfinders und Industriellen Werner Siemens. Anders als bei den Längen- und Gewichtseinheiten existierten im elektrischen Messwesen zu dieser Zeit noch keine anerkannten Methoden und Standards. Das Fehlen von zuverlässigen und verifizierbaren Messmethoden für die Darstellung elektrischer (und anderer) Maßeinheiten war ein drängendes wissenschaftliches und auch wirtschaftliches Problem.
1872 schlossen sich einige preußische Naturwissenschaftler zusammen und forderten die Einrichtung eines Staatsinstituts, das dieses Problem lösen sollte. Denn für Industrielaboratorien war diese Aufgabe wissenschaftlich zu ambitioniert und außerdem nicht lukrativ, und auch klassische Lehrinstitute waren der Aufgabe nicht gewachsen. Zu den Unterstützern der nach ihrem Autor Karl Heinrich Schellbach benannten „Schellbach-Denkschrift“ gehörten unter anderem Hermann von Helmholtz und der Mathematiker und Physiker Wilhelm Foerster. Doch Preußen erteilte ihren Forderungen vorerst eine Absage.

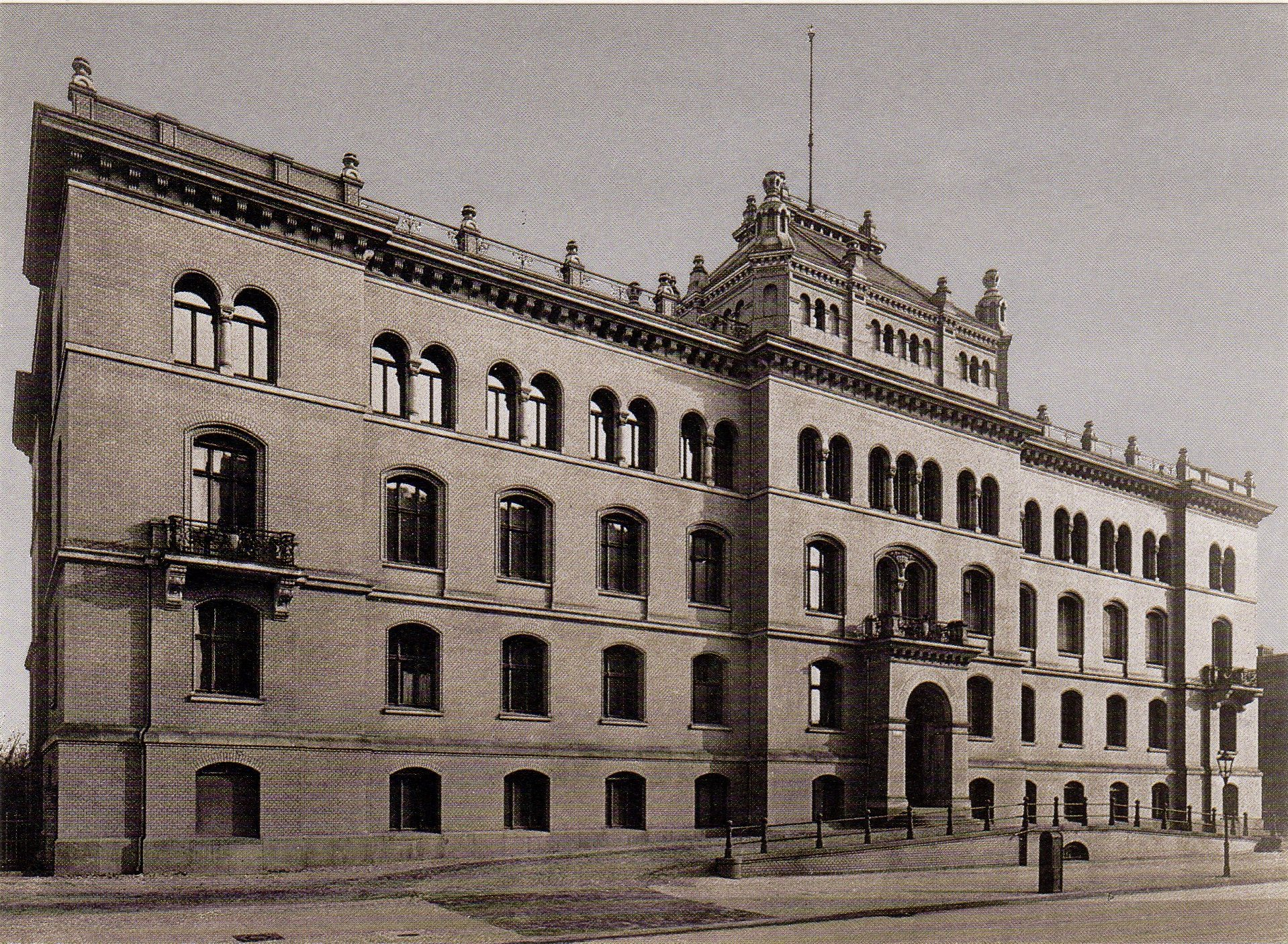
Hauptgebäude der Physikalisch-Technischen Reichsanstalt kurz nach seiner Vollendung

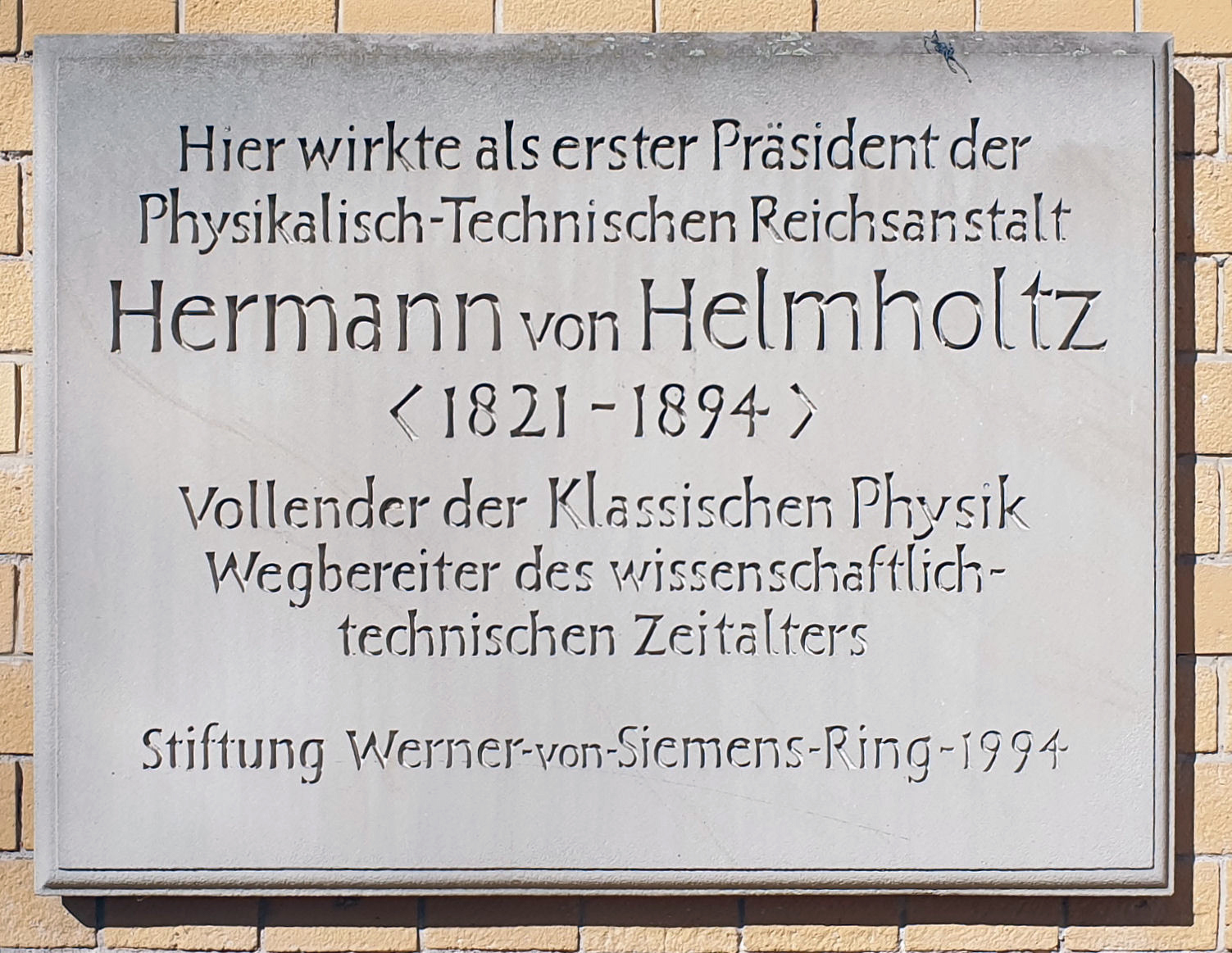
Gedenktafel an der ehemaligen Physikalisch-Technischen Reichsanstalt, in Berlin-Charlottenburg

Erst einige Jahre später, im Jahr 1887, gelang es Werner Siemens gemeinsam mit Hermann von Helmholtz, den „Gründervätern“ der PTR, ihre Vision wahr werden zu lassen: die Einrichtung eines Forschungsinstituts, das wissenschaftliche, technische und industrielle Interessen optimal verknüpfen sollte. Am 28. März beschloss der Deutsche Reichstag den ersten Jahresetat der PTR – die Gründung der ersten staatlich finanzierten außeruniversitären Großforschungseinrichtung in Deutschland, die freie Grundlagenforschung mit Dienstleistungen für die Industrie verband. Siemens stellte der Reichsanstalt ein privates Gelände in Berlin-Charlottenburg zur Verfügung. Unter der Leitung von Theodor Astfalck wurden von 1887 bis 1896 die Gebäude für die Physikalisch-Technische Reichsanstalt errichtet. Hermann von Helmholtz wurde ihr erster Präsident. In dieser Zeit beschäftigte die PTR 65 Personen, darunter mehr als ein Dutzend Physiker, und verfügte über ein Budget von 263.000 Goldmark.
In ihren ersten Jahrzehnten gelang es der PTR, bedeutende Wissenschaftler als Mitarbeiter und Mitglieder des Kuratoriums für sich zu gewinnen, darunter Wilhelm Wien, Friedrich Kohlrausch, Walther Nernst, Emil Warburg, Walther Bothe, Albert Einstein und Max Planck.

### Die PTR und die Geburt der Quantenphysik
Eng mit Max Planck verbunden war auch die erste herausragende wissenschaftliche Leistung der PTR. Um zu entscheiden, ob Elektrizität oder Gas für die Berliner Straßenbeleuchtung wirtschaftlicher wäre, sollte die PTR ein präziseres Lichtstärkenormal entwickeln. Dazu entwickelten Otto Lummer und Wilhelm Wien 1895 den ersten Hohlraumstrahler zur praktischen Erzeugung der Wärmestrahlung Schwarzer Körper. Ihre Messungen des Spektrums der Schwarzkörperstrahlung waren dabei so präzise, dass sie dem Wien’schen Strahlungsgesetz bei langwelliger Strahlung widersprachen. Damit geriet ein Grundpfeiler der damals klassischen Physik ins Wanken. Die Messungen brachten Max Planck dazu, in einem „Akt der Verzweiflung“ – wie er es selbst später ausdrückte – die Wärmestrahlung in getrennte Portionen aufzuteilen – die Geburtsstunde der Quantenphysik.

### Neue Struktur und Neue Physik

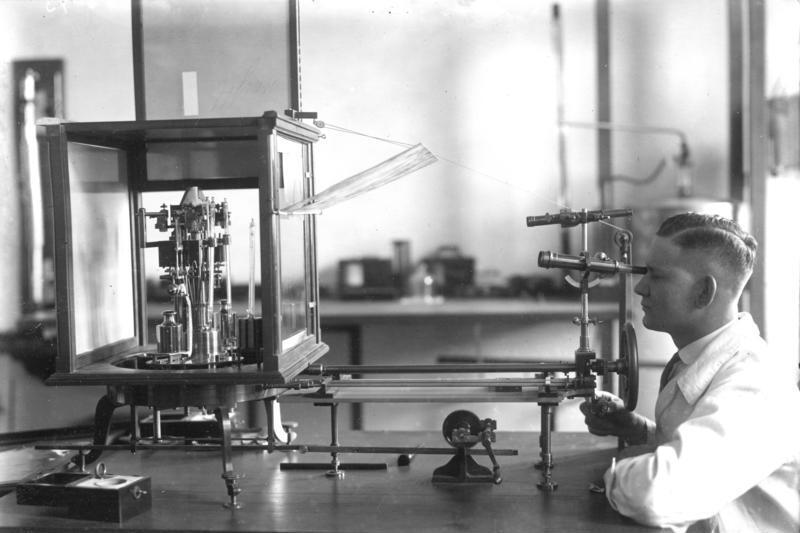
In der Reichsanstalt für Maß und Gewicht, Aufnahme veröffentlicht vermutlich 1928

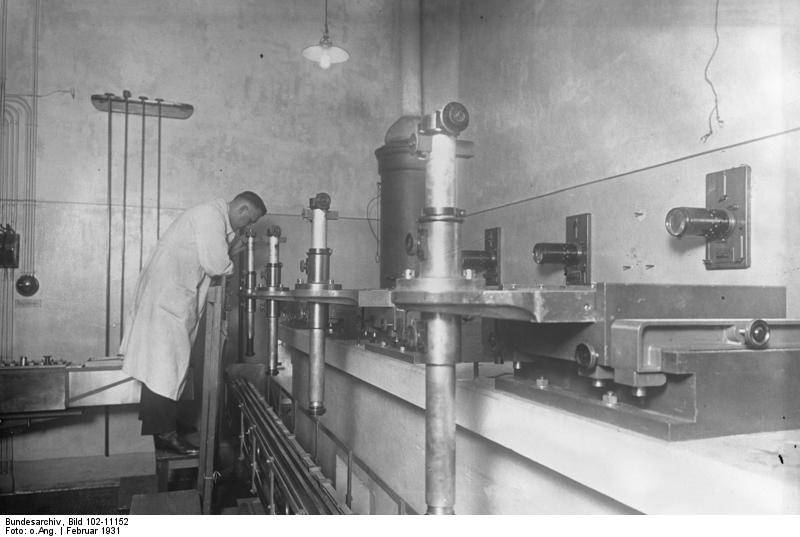
Reichsanstalt für Maß und Gewicht, Februar 1931

1914 hob PTR-Präsident Emil Warburg die Unterteilung in eine physikalische und eine technische Abteilung auf und gliederte die PTR in Fachabteilungen für Optik, Elektrizität und Wärme mit rein wissenschaftlichen und technischen Unterabteilungen. Unter Warburgs Nachfolger Walther Nernst wurde darüber hinaus die Reichsanstalt für Maß und Gewicht in die PTR eingegliedert. Eine neu gegründete Abteilung übernahm von dieser umfangreiche Aufgaben für das Eichwesen und die damit verbundenen Messungen von Länge, Gewicht und Volumen. Damit entsprach das Aufgabenprofil im Wesentlichen dem der heutigen PTB: Die PTR sollte durch eigene Forschung und Entwicklung und darauf aufbauende Dienstleistungen für die Einheitlichkeit des Messwesens und dessen stete Weiterentwicklung sorgen.
Inhaltlich widmete sich die PTR in dieser Zeit der sogenannten Neuen Physik. Dazu gehörten u. a. die Forschung an der gerade entdeckten Röntgenstrahlung, neue Atommodelle, Einsteins Spezielle Relativitätstheorie, die Quantentheorie (ausgehend von der erwähnten Arbeit am Schwarzen Strahler) und die Erforschung der Eigenschaften des Elektrons. Beteiligt an dieser Forschung waren Wissenschaftler wie Hans Geiger, der das erste Radioaktivitätslabor der PTR aufbaute. Walther Meißner gelang die Verflüssigung von Helium, was ihn zur Entdeckung der Supraleitfähigkeit einer Reihe von Metallen führte. Dabei erkannte er zusammen mit seinem Kollegen Robert Ochsenfeld einige Jahre später, dass Supraleiter die Eigenschaft besitzen, ein von außen angelegtes Magnetfeld aus ihrem Inneren zu verdrängen – der Meißner-Ochsenfeld-Effekt.--

### Die PTR im Dritten Reich
Mit der Einsetzung von Johannes Stark als Präsident am 1. Mai 1933 erhielt die Ideologie des Nationalsozialismus Einzug an der PTR. Der überzeugte Verfechter einer Deutschen Physik beendete diverse Forschungsprojekte zu Themen der modernen Physik, die er als „jüdisch“ bezeichnete, darunter vor allem Arbeiten zur Quantenphysik und zur Relativitätstheorie. Auch bemühte sich Stark, das Führerprinzip an der PTR durchzusetzen, indem er 1935 das Kuratorium auflöste und dessen Kompetenzen selbst übernahm. Jüdische Mitarbeiter und Kritiker der NSDAP (wie Max von Laue) wurden entlassen. Von Laue beteiligte sich nach dem Zweiten Weltkrieg an der Neugründung der PTB. Albert Einstein, der bereits vor dessen Auflösung aus dem Kuratorium geworfen worden war, brach seinen Kontakt zur PTR/PTB ab.
Unter Stark und ab 1939 unter seinem Nachfolger Abraham Esau widmete sich die PTR stark der Rüstungsforschung. Ein neu gegründetes Labor für Akustik sollte nicht nur allgemeine, sondern vor allem auch militärische Anwendungsgebiete erforschen. Dazu gehörten unter anderem die akustische Ortung von Geschützen, die militärische Nutzung von Ultraschall und die Entwicklung von Verschlüsselungsverfahren. Forscher der PTR entwickelten außerdem akustische Minen und ein Lenksystem für Torpedos, das sich am Schallfeld eines fahrenden Schiffes orientierte. Auch über ihre klassischen metrologischen Aufgaben war die PTR eng mit der Rüstungsindustrie des Dritten Reiches verbunden. Da exakte Maße eine Grundvoraussetzung für die Herstellung von Kriegsgerät sind, wuchs der Reichsanstalt eine Schlüsselrolle in der Rüstungsproduktion und Wehrtechnik zu. Das Ausmaß, in dem sich die PTR darüber hinaus am deutschen Kernwaffenprojekt beteiligt hat, ist umstritten. Bekannt ist, dass Abraham Esau vor seiner Zeit als PTR-Präsident bis August 1939 eine Forschergruppe zur Kernspaltung leitete. Später übernahm er die „Fachsparte Kernphysik“ im Reichsforschungsrat, der ab dem Frühjahr 1942 das deutsche Uranprojekt betreute. Kurz darauf unterstellte Hermann Göring die Arbeitsgruppe unter dem ehemaligen PTR-Physiker Kurt Diebner der Abteilung V für Atomphysik an der PTR. Esau erhielt den Titel „Bevollmächtigter des Reichsmarschalls für Kernphysik“, ein Amt, das er jedoch bereits Ende 1943 an Walther Gerlach abtrat.
Um den Bombenangriffen der Alliierten zu entgehen, wurde die PTR 1943 auf Initiative des Präsidenten und thüringischen Staatsrates Abraham Esau an verschiedene Orte in Deutschland verlegt, etwa nach Weida und Ronneburg in Thüringen und Bad Warmbrunn in Niederschlesien. Bei den Angriffen auf Berlin wurden die Gebäude der PTR schwer beschädigt. 1945 war die Reichsanstalt faktisch zerschlagen und über das ganze Land verstreut.

### Die Neugründung der PTB in Braunschweig und andere PTR-Nachfolger
Etwa ab 1947 entstanden neben der PTR in Berlin-Charlottenburg für die Sowjetische Besatzungszone in Ost-Berlin sowie in der Bizone und späteren Trizone Nachfolgeeinrichtungen. Mit wohlwollender Unterstützung der britischen Militärregierung wurden Teile der alten Reichsanstalt in Braunschweig angesiedelt. Ideen für diese Neugründung hatte der ehemalige PTR-Berater für Theoretische Physik, Max von Laue, bereits während seiner Internierung im Rahmen der Operation Epsilon in Farm Hall. 1947 konnte er die britischen Behörden überzeugen, die ehemalige Luftfahrtforschungsanstalt in Völkenrode bei Braunschweig für den PTR-Nachfolger zur Verfügung zu stellen. Erster Präsident wurde 1948 Wilhelm Kösters, langjähriger Direktor der Abteilung 1 in Berlin, dem zahlreiche ehemalige PTR-Mitarbeiter aus Berlin, Weida und Heidelberg nach Braunschweig folgten. Die neue Einrichtung erhielt den Namen Physikalisch-Technische Anstalt (PTA) und seit 1. April 1950 Physikalisch-Technische Bundesanstalt; in diese wurde 1953 die West-Berliner PTR als „Institut Berlin“ unter Wahrung des Vier-Mächte-Status Berlins eingegliedert.
In der DDR hatte sich mit Hauptsitz in Berlin das Deutsche Amt für Maß und Gewicht (DAMG) etabliert, das nach mehreren Umbenennungen in den letzten DDR-Jahren die Bezeichnung Amt für Standardisierung, Meßwesen und Warenprüfung (ASMW) trug; der Name deutet schon an, dass es umfangreichere Aufgaben besaß als die PTB der Bundesrepublik Deutschland, nämlich noch Aufgaben im Bereich der Normung, der Qualitätssicherung und das Tätigkeitsfeld der Bundesanstalt für Materialforschung und -prüfung (BAM).

### Wachstum und Wiedervereinigung
Die junge PTB wuchs rasch in den Jahren nach der Neugründung – sowohl personell als auch in der finanziellen Ausstattung. Das wissenschaftliche Profil auf metrologischem Terrain wurde ebenso ausgebaut wie die Dienstleistungen für die Industrie, insbesondere in Form von Kalibrierungen von Messgeräten. Dies führte in den 1970er Jahren zur Gründung des Deutschen Kalibrierdienstes, der Dienstleistungsaufgaben an akkreditierte privatwirtschaftliche Laboratorien (kurz DAkkS-Labore) delegierte und der PTB ermöglichte, sich auf anspruchsvolle Messaufgaben zu beschränken.
Von 1967 bis 1995 betrieb die PTB den Forschungs- und Messreaktor Braunschweig, der vor allem als Neutronenquelle zur Grundlagenforschung und nicht zur Erforschung der Kernenergie diente. Mit diesem kontroversen Thema war die PTB von 1977 bis 1989 vor allem über ihre Aufgabe der „Sicherstellung und Endlagerung radioaktiver Abfälle“ befasst, bevor diese mit der Gründung des Bundesamts für Strahlenschutz aus der Bundesanstalt ausgegliedert wurde. Mit ionisierender Strahlung im Allgemeinen beschäftigt sich heute die Abteilung 6. Dazu gehört auch eine hochempfindliche Spurenmessstelle für Radionuklide, die seit mittlerweile 50 Jahren radioaktive Stoffe in bodennaher Luft misst.
Nach der „Wende“ kam es 1990 auch zu einer „metrologischen Wiedervereinigung“. Die PTB übernahm Teile des Amtes für Standardisierung, Meßwesen und Warenprüfung (ASMW) der DDR, darunter allein 400 Mitarbeiter sowie den Standort Berlin-Friedrichshagen als zusätzliche Außenstelle (mittlerweile wieder aufgegeben). Andere Teile des ASMW gingen in der BAM auf. Trotz einer Phase der Personalkürzungen nach dem starken Ausbau infolge der Wiedervereinigung gehört die PTB heute zu den größten nationalen Metrologie-Instituten der Welt. Als solches ist sie für die Darstellung und Weitergabe der physikalischen Einheiten verantwortlich und befördert die weltweite Einheitlichkeit des Messwesens.

### Hohes Ansehen
Die wissenschaftliche Exzellenz der PTB und ihr hohes Ansehen in der weltweiten Metrologieforschung wurden 2002 durch die Evaluation einer internationalen Kommission sowie in den Jahren 2008 und 2017 in Evaluationen des Wissenschaftsrates bestätigt.
Die PTB ist Mitglied vieler internationaler Organisationen, etwa der Internationalen Organisation für das gesetzliche Messwesen oder der Europäischen Zusammenarbeit im gesetzlichen Messwesen (welche ihren Sitz bei der PTB in Braunschweig hat).

### Beiträge der PTB zum revidierten Internationalen Einheitensystem

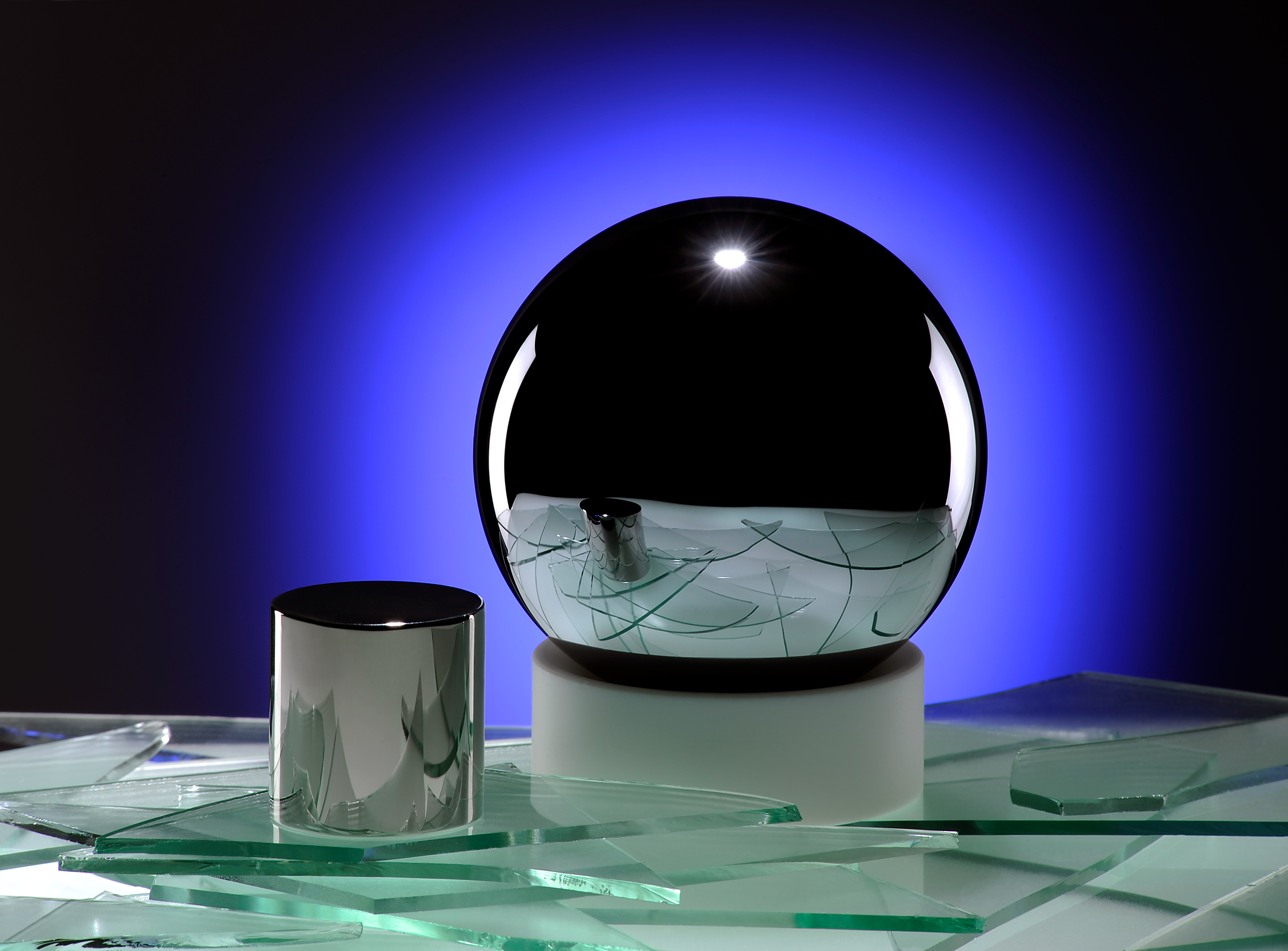
Altes und neues Kilogramm: Urkilogramm-Kopie neben hochreiner Siliziumkugel

Am 20. Mai 2019 trat das revidierte Internationale Einheitensystem in Kraft. Seitdem beruhen die SI-Einheiten nicht mehr auf sieben Basiseinheiten, sondern auf einem Satz von sieben physikalischen Konstanten. An der jahrzehntelangen Forschung, die diesem Schritt vorangegangen war, hatte sich die PTB entscheidend beteiligt, etwa mit dem von ihr koordinierten internationalen Avogadro-Projekt zur Definition eines „neuen“ Kilogramms.

## Zeitschriften
Das wissenschaftliche Nachrichtenblatt PTB-News berichtet dreimal im Jahr über Neues aus dem vielfältigen Spektrum der PTB – aus der Grundlagenforschung, dem gesetzlichen Messwesen und den diversen PTB-Aktivitäten für die Wirtschaft. Die PTB-News erscheinen in einer deutschen und einer englischen Ausgabe als Printausgabe(n), online und als E-Mail-Newsletter.
Die maßstäbe sind das wissenschaftsjournalistische Magazin der PTB. Sie werden ausschließlich von Wissenschaftsjournalisten geschrieben und erscheinen unregelmäßig (und selten). Sie richten sich an Schüler und Studenten, aber natürlich auch an alle anderen Interessierten. Jede Ausgabe der maßstäbe widmet sich einem Schwerpunktthema aus der Welt der Metrologie, der Kunst vom Messen. Die maßstäbe können kostenlos abonniert oder von den Internetseiten der PTB heruntergeladen werden.
In der Zeitschrift Junge Wissenschaft werden seit 30 Jahren Arbeiten von jungen Forschern im Stil echter wissenschaftlicher Fachartikel veröffentlicht. Seit 2018 erscheint die Junge Wissenschaft als reines Online-Magazin, herausgegeben und verlegt von der PTB.
Die PTB-Mitteilungen sind das metrologische Fachjournal der PTB – vorwiegend mit Übersichtsartikeln zu metrologischen Themen aus den Arbeitsgebieten der PTB. Jede Ausgabe ist einem Themenschwerpunkt gewidmet. Bis zum Jahr 2014 waren die PTB-Mitteilungen zugleich auch das amtliche Mitteilungsblatt, das die durch die PTB erteilten Bauartzulassungen, die durchgeführten Prüfungen und Konformitätsbewertungen etc. in einer eigenen Rubrik (den Amtlichen Bekanntmachungen) auflistete. Die rechtliche Grundlage für diese Bekanntmachungen ist mit dem neuen Mess- und Eichgesetz (seit dem 1. Januar 2015 in Kraft) und der neuen Mess- und Eichverordnung entfallen. Ab dem Jahr 2015 sind die PTB-Mitteilungen daher ein reines metrologisches Fachjournal und transportieren keine Amtlichen Bekanntmachungen mehr. Seit 2018 erscheinen sie ausschließlich digital.

## Präsidenten
Präsidenten der PTB und der Physikalisch-Technischen Reichsanstalt (Berlin-Charlottenburg):
- 1887–1894: Hermann von Helmholtz, Gründungspräsident
- 1895–1905: Friedrich Kohlrausch
- 1905–1922: Emil Warburg
- 1922–1924: Walther Nernst
- 1924–1933: Friedrich Paschen
- 1933–1939: Johannes Stark
- 1939–1945: Abraham Esau
- 1945: kurzzeitig bis zur Auflösung der PTR Wilhelm Steinhaus
- 1947: Neugründung in Braunschweig, vorläufiger Leiter Martin Grützmacher
- 1948–1950: Wilhelm Kösters
- 1951–1961: Richard Vieweg
- 1961–1969: Martin Kersten
- 1970–1975: Ulrich Stille
- 1975–1995: Dieter Kind
- 1995–2011: Ernst O. Göbel
- 2012–2022: Joachim Ullrich[42]
- ab 2022: Cornelia Denz[43][44]

Das Amt der Präsidentin ist in Besoldungsgruppe B 8 der Bundesbesoldungsordnung B eingruppiert. Sie führt die Amtsbezeichnung Präsidentin und Professorin.

## Ehemalige Mitarbeiter
Mitarbeiter von PTR und PTB waren unter anderem
Udo Adelsberger, Walther Bothe, Kurt Diebner, Gerhard Wilhelm Becker, Gottfried von Droste, Ernst Engelhard, Abraham Esau, Ernst Gehrcke, Hans Geiger, Werner Gitt, Ernst O. Göbel, Eugen Goldstein, Ernst Carl Adolph Gumlich, Hermann von Helmholtz, Fritz Henning, Friedrich Georg Houtermans, Max Jakob, Hellmut Keiter, Dieter Kind, Hans Otto Kneser, Friedrich Wilhelm Kohlrausch, Wilhelm Kösters, Bernhard Anton Ernst Kramer, Johannes Kramer, August Kundt, Max von Laue, Carl von Linde, Leopold Loewenherz, Otto Lummer, Walter Meidinger, Walther Meißner, Franz Mylius, Walther Hermann Nernst, Robert Ochsenfeld, Friedrich Paschen, Walter Rogowski, Karl Scheel, Matthias Scheffler, Adolf Scheibe, Harald Schering, Reinhard Scherm, Johannes Stark, Ulrich Stille, Ulrich Stumper, Ida Tacke, Wolfgang Trapp, Joachim Ullrich, Gotthold Richard Vieweg, Richard Wachsmuth, Karl Willy Wagner, Emil Warburg, Wilhelm Wien.